# Luigi Capuano
Luigi Capuano (13 de julio de 1904 - 20 de octubre de 1979) fue un director de cine y guionista italiano.

## Biografía
Nacido en Nápoles en 1904, asistió a la Academia Aeronáutica de Pozzuoli, donde obtuvo la licencia de piloto. Participó en la Segunda Guerra Mundial como piloto en el Ejército del Aire italiano, experiencia que influiría en su futura actividad como guionista y director.
Después de la guerra se trasladó a Roma, donde inició su actividad como guionista y director, especializándose en Westerns y en el género de los melodramas sentimentales, muchos de los cuales estaban ambientados en Nápoles, inspirándose a menudo para los temas de las películas en canciones de éxito. Dirigió entre 1947 y 1971 un total de 43 películas.

## Filmografía seleccionada
- Legge di sangue (1948)
- Vertigine d'amore (1949)
- Rondini in volo (1949)
- La strada finisce sul fiume (1950)
- Bellezze a Capri (1951) codirigida con Adelchi Bianchi
- Gli innocenti pagano (1952)
- Ergastolo (1952)
- Condannatelo! (1953)
- Ballata tragica (1954)
- Cuore di mamma (1954)
- La rossa (1955)
- Luna nova (1955)
- Amaramente (1956)
- Il cavaliere dalla spada nera (1956)
- Maruzzella (1956)
- Scapricciatiello (1956)
- Suor Maria (1956)
- Il conte di Matera (1957)
- Onore e sangue (1957)
- Serenata a Maria (1957)
- Carosello di canzoni (1958)
- Il mondo dei miracoli (1959)
- Il terrore della maschera rossa (1959)
- Drakut il vendicatore (1961)
- La vendetta di Ursus (1961)
- Una spada nell'ombra (1961)
- La tigre dei sette mari (1962)
- Zorro alla corte di Spagna (1962)
- Il boia di Venezia (1963)
- Sansone contro il corsaro nero (1963)
- Zorro e i tre moschettieri (1963)
- Il Leone di San Marco (1964)
- Sandokan alla riscossa (1964)
- Sandokan contro il leopardo di Sarawak (1964)
- La vendetta dei gladiatori (1964)
- I misteri della giungla nera (1965)
- L'avventuriero della Tortuga (1965)
- Perry Grant agente di ferro (1966)
- Il magnifico texano (1967)
- Sangue chiama sangue (1968)
- Zorro il cavaliere della vendetta (1971) codirigida con José Luis Merino